# German Sveshnikov
German Alexandrovitch Svechnikov (en russe : Герман Александрович Свешников) est un escrimeur soviétique né le 11 mai 1937 à Gorki et mort le 9 juin 2003 dans la même ville, redevenue Nijni Novgorod.

## Carrière
German Svechnikov dispute trois éditions des Jeux olympiques. En 1960 à Rome, il remporte le titre olympique en fleuret par équipes. En 1964, il est à nouveau sacré champion olympique de fleuret par équipes à Tokyo, et quatre ans plus tard à Mexico, il obtient la médaille d'argent par équipe.
Il est enterré au cimetière Bougrovskoïe de Nijni Novgorod.